# Topli Do (Surdulica)
Topli Do (Servisch cyrillisch Топли До) is een plaats in de Servische gemeente Surdulica. De plaats telt 53 inwoners (2002).